# Weiler in den Bergen

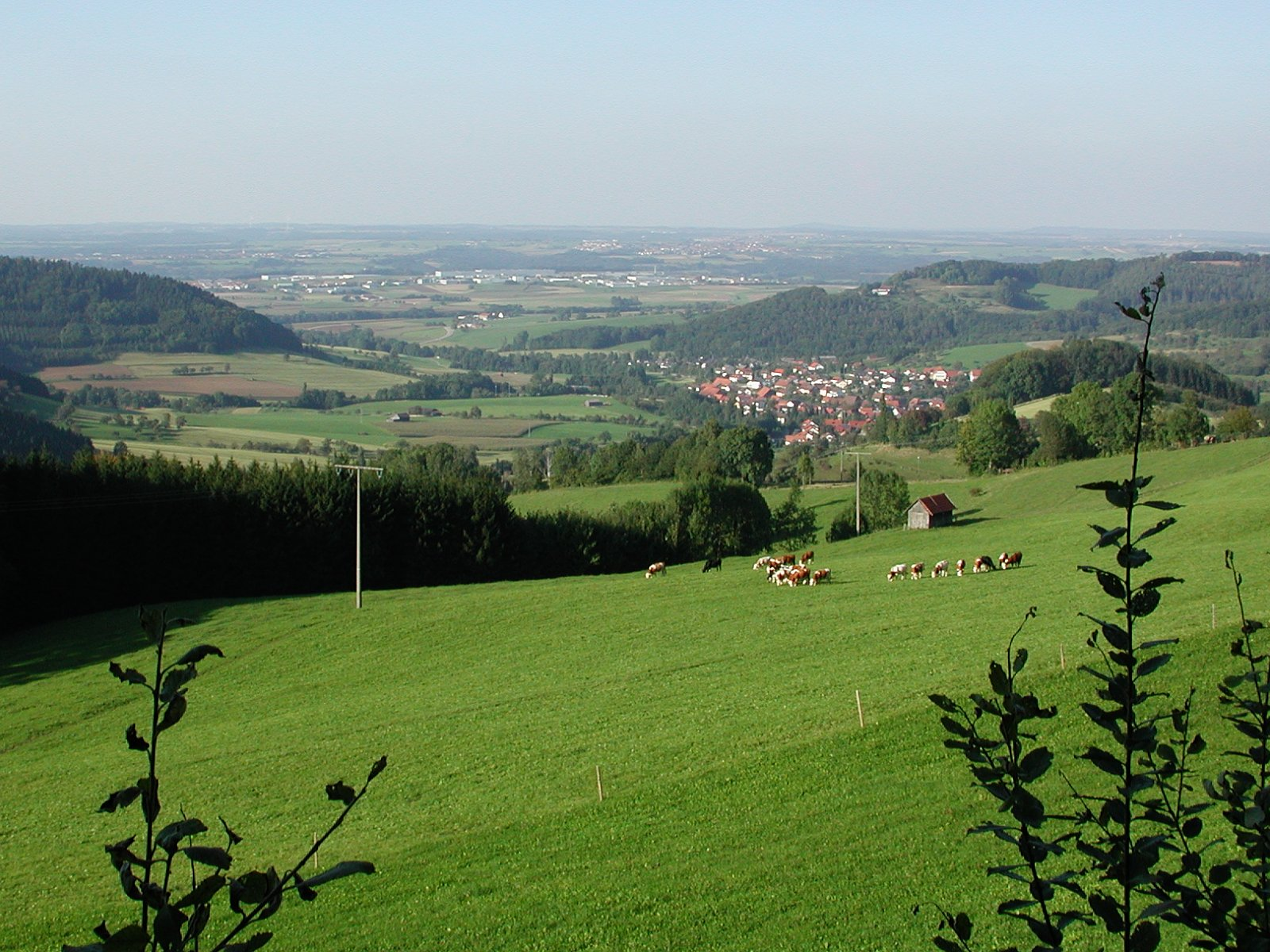
Blick vom Furtlepass nach Norden, Weiler in den Bergen in der rechten Bildhälfte

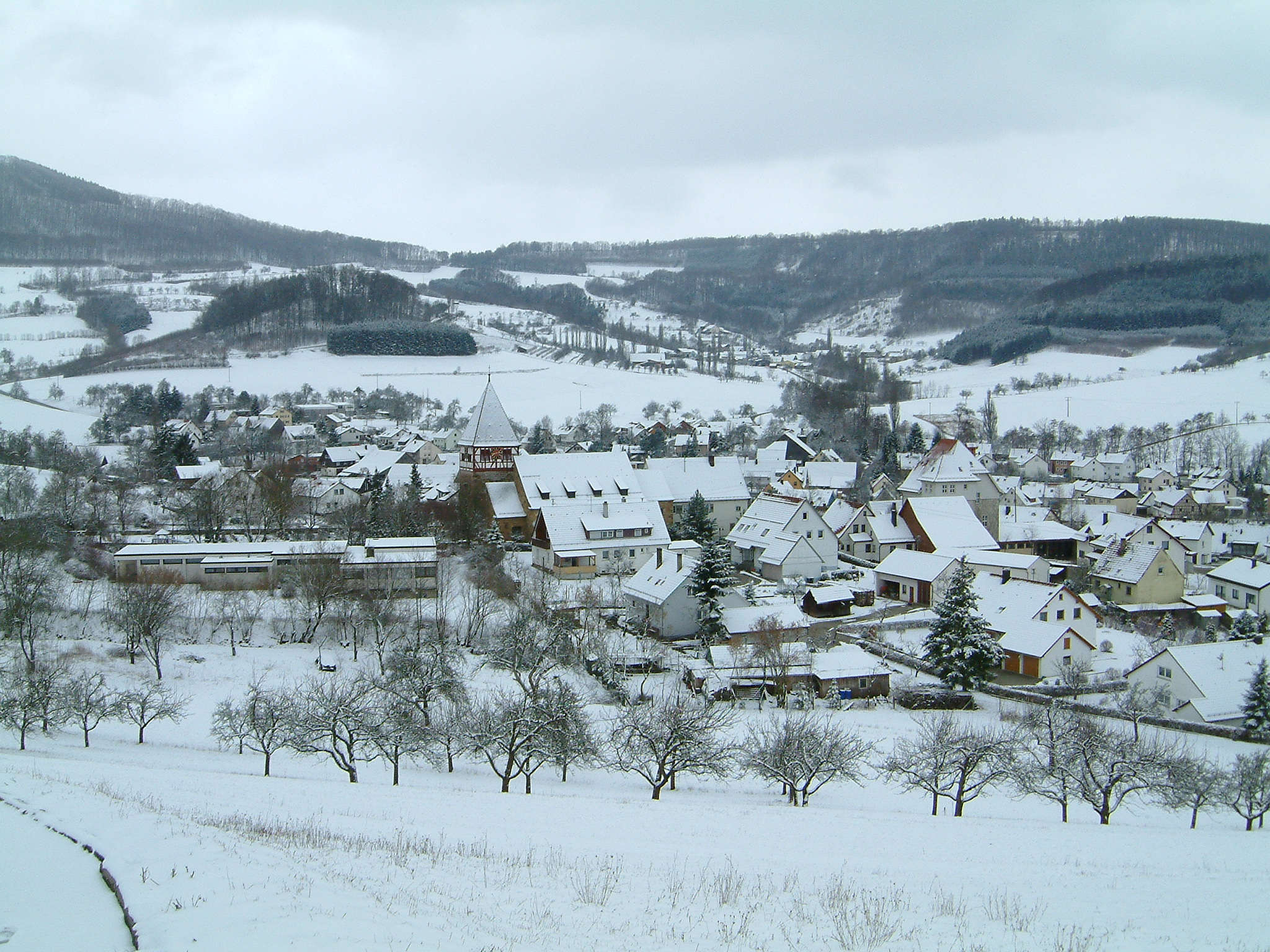
Blick vom Drachenberg nach Süden auf die Ortsmitte mit Kirche und Grundschule im Winter

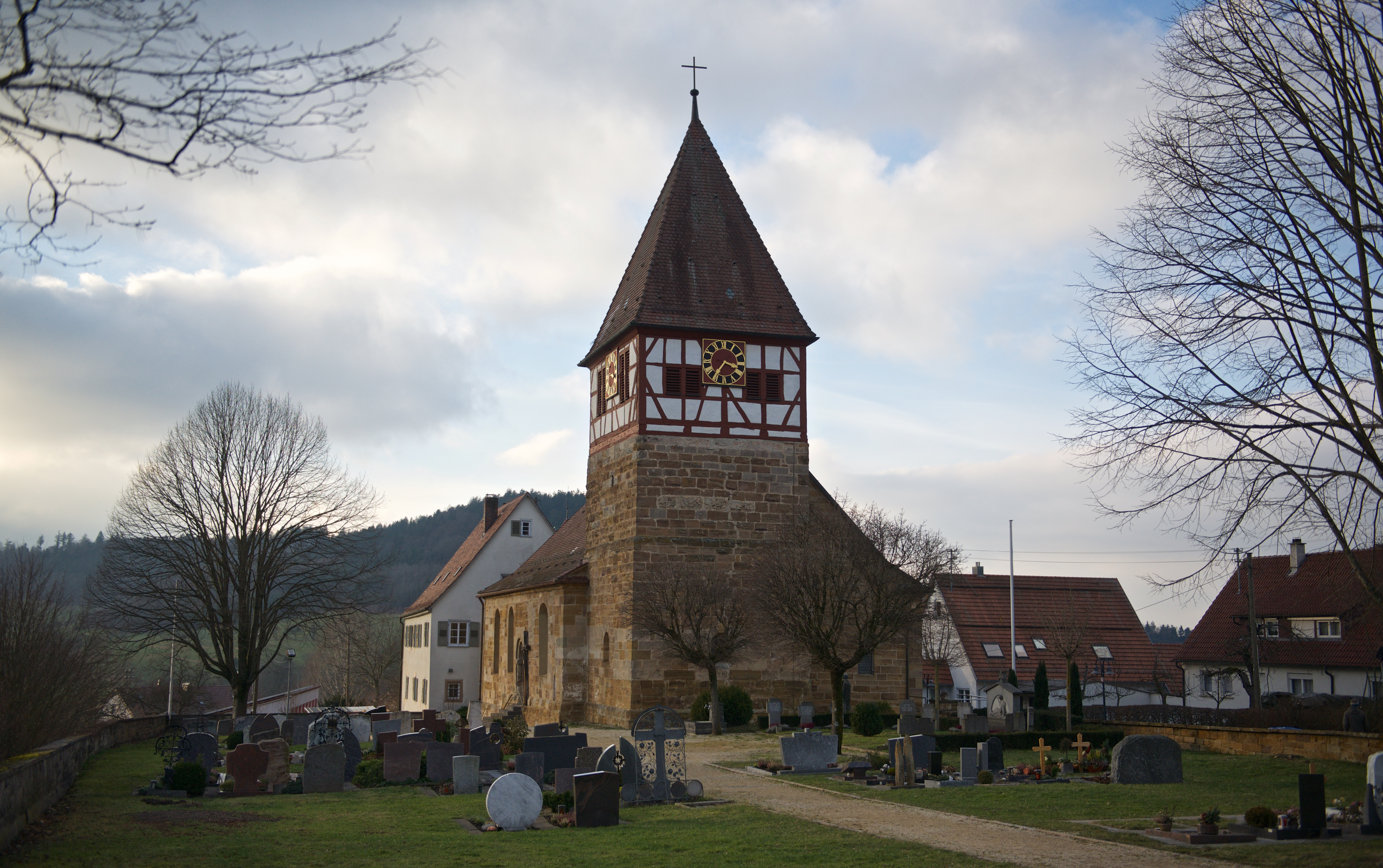
Katholische Pfarrkirche St. Michael

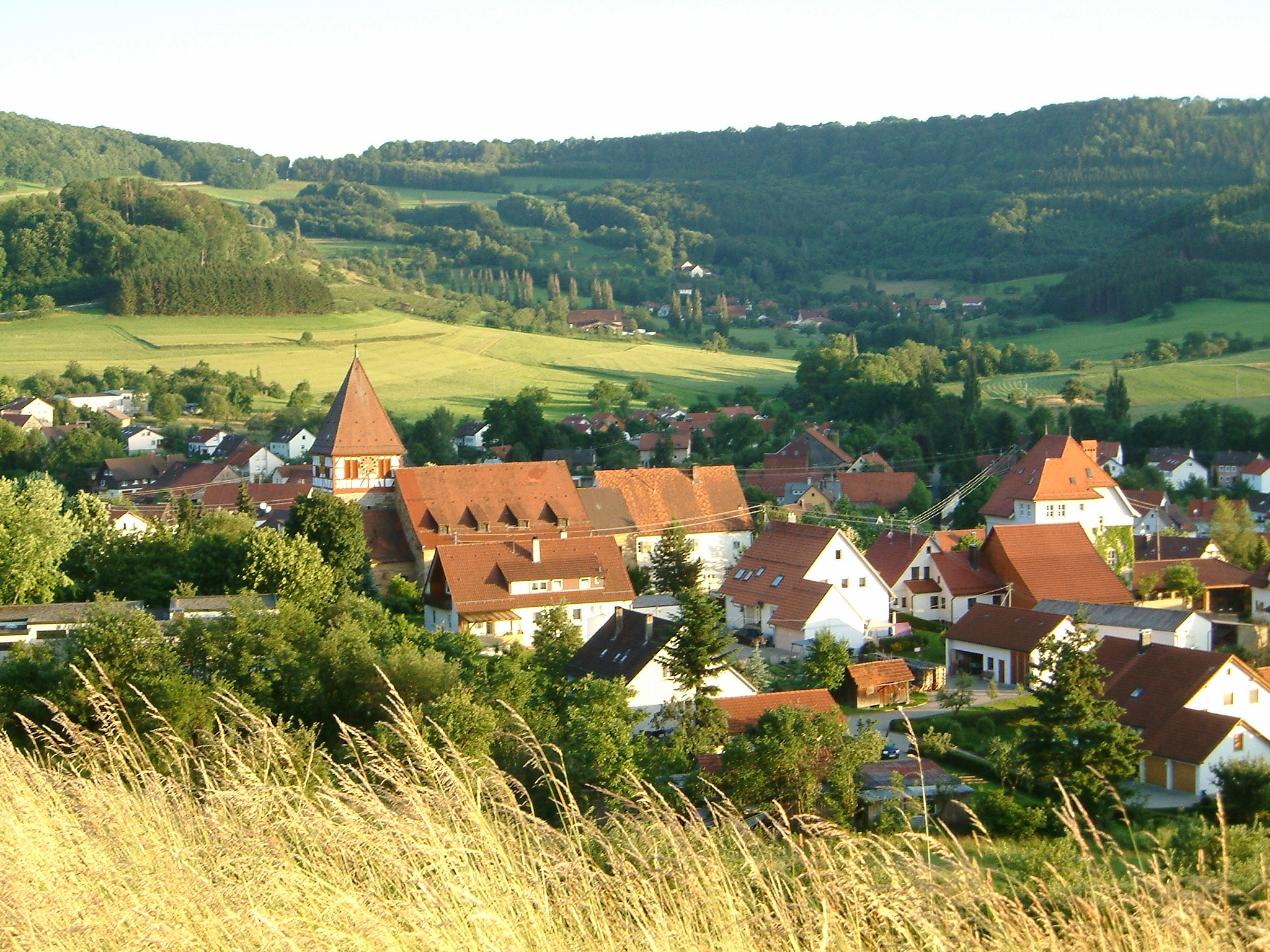
Blick vom Drachenberg auf die Ortsmitte im Spätsommer

Weiler in den Bergen ist ein Teilort von Schwäbisch Gmünd im Osten Baden-Württembergs.

## Geographie
Der Ort befindet sich auf einer Meereshöhe von 440 m und besitzt eine Gemarkungsfläche von ca. 1.175 ha. Umrahmt vom Hornberg (683 m) im Südwesten, dem Bernhardus (778 m) und Falkenberg (776 m) im Süden und dem Bargauer Horn (754 m) im Osten liegt Weiler in einem Talkessel, dessen Hänge von Obstbaumwiesen geprägt sind, und der sich in Richtung Norden nach Bettringen weitet. Durch das Dorf fließt der Strümpfelbach, der sich ab dem nördlichen Ortsende durch die Talwiesen vorbei am Gelände der Stiftung Haus Lindenhof, einer Einrichtung für Menschen mit geistiger und Mehrfachbehinderungen, nach Norden Richtung Bettringen und Schwäbisch Gmünd schlängelt. Richtung Süden führt der Furtlepass zwischen Bernhardusberg und Hornberg auf einer Höhe von 630 m über NN aus dem Talkessel hinaus Richtung Degenfeld und Weißenstein.
Auf dem Hausberg Bernhardus des Ortes befindet sich seit 1880 die Wallfahrtskapelle St. Bernhardus zu Ehren des Namenspatrons Bernhard von Clairvaux. Sie steht an der Stelle, an der sich der Hochaltar der ehemaligen Wallfahrtskirche befand. Diese große barocke Kirche war in den Jahren 1730 bis 1733 erbaut worden und Ziel der alljährlichen Wallfahrten am Namenstag des Schutzheiligen, bis die Wallfahrt 1806 auf Betreiben von Joseph Alois Rink auf den Rechberg verlegt und die Kirche samt mehrerer benachbarter Häuser (ein Gasthaus und zwei Wohnhäuser) schließlich ab 1809 nach und nach abgerissen und abgetragen wurde. Der Hausberg stand auch Pate bei der Namensgebung für die Seelsorgeeinheit Unterm Bernhardus, zu der Weiler in den Bergen neben den katholischen Kirchengemeinden in Bargau, Bettringen und Degenfeld gehört.
In der Ortsmitte und dort an der geographisch höchsten Stelle des Ortes befindet sich die Kirche St. Michael der gleichnamigen katholischen Kirchengemeinde und das direkt angebaute Pfarrhaus, der gesamte Gebäudekomplex ist aufgrund dieser erhöhten Lage weithin sichtbar. In direkter Nachbarschaft zur Kirche befinden sich der Friedhof der Gemeinde, der Kindergarten sowie die Grundschule, und nur wenige Gebäude entfernt das ehemalige Rathaus (heute: Bezirksamt). Am nordwestlichen Ortsrand entstand von 1993 bis 1994 auf dem Gelände des ehemaligen Fußballplatzes die Bernhardushalle, eine Mehrzweckhalle, und der neue Sportplatz mit Sportlerheim.

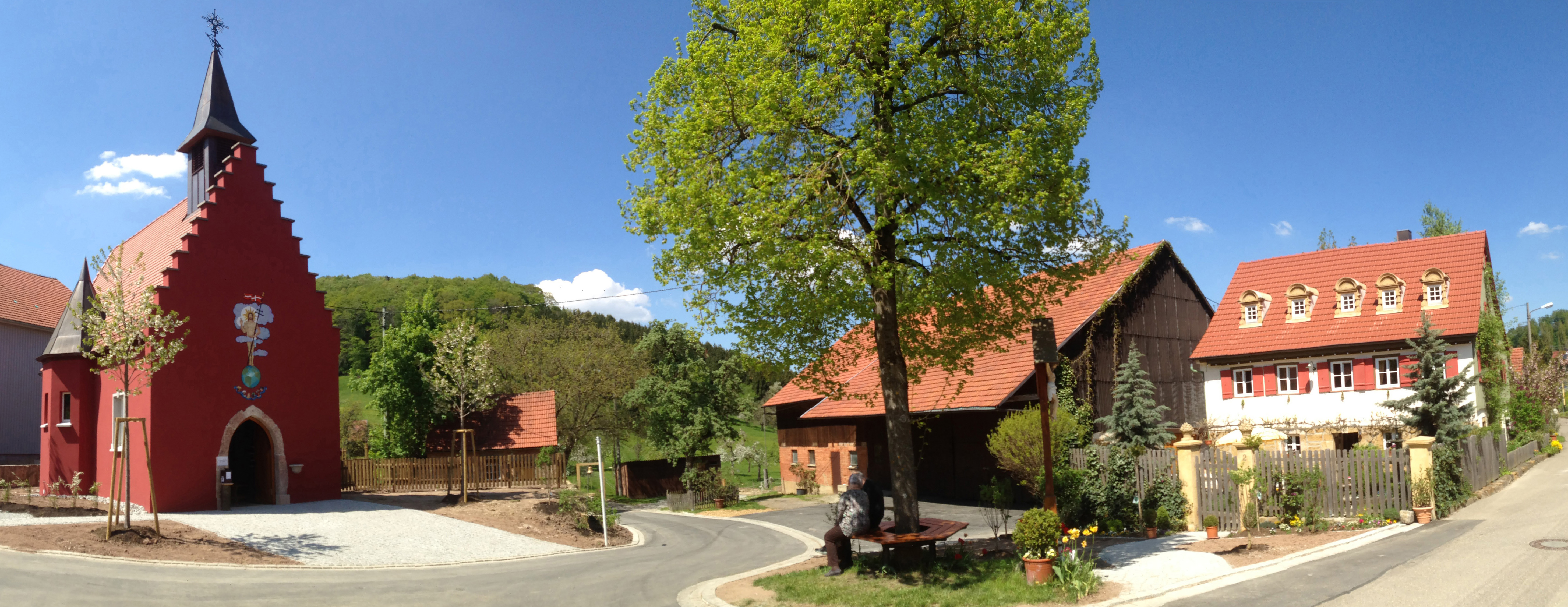
Ortsmitte vom Teilort Herdtlinsweiler mit der am 5. Mai 2016 eingeweihten Christi-Himmelfahrts-Kapelle mit einem Wandbild von Hans Kloss.

Zu Weiler in den Bergen gehören der kleinere Teilort Herdtlinsweiler, sowie die Gehöfte Bilsenhof, Giengerhof (Burg Stubenberg), Krieghof, Oberer Haldenhof, Ölmühle, Steinbacher Höfe und Unterer Haldenhof.

### Umliegende Ortschaften
- Bettringen
- Bargau
- Degenfeld
- Waldstetten

## Geschichte
Weiler in den Bergen wurde erstmals 1345 als „Wyler in den bergen“ urkundlich erwähnt. In einem Zeugenverhör 1579 wusste ein siebzigjähriger Weilerner zu berichten, dass sein Heimatort früher „Weiller im Rebennthal“ geheißen habe. Andere Quellen sprechen von „Weiller zum Rebenthal“ und von „Weiler im Raubenthal“. Wie Straßdorf gehörte der Ort teils zu Rechberg, teils zur Reichsstadt Schwäbisch Gmünd. 1581 verkauften die Rechberger ihren Teil an die Reichsstadt, die fortan alleiniger Herrscher war. Der Ort gehörte zum Amt Bettringen und kam 1802 mit Schwäbisch Gmünd an Württemberg. Zunächst noch von Bettringen aus verwaltet wurde es 1819 eine selbständige Gemeinde innerhalb des Oberamts Gmünd.
Am 1. Januar 1971 wurde Weiler in den Bergen in die Stadt Schwäbisch Gmünd eingegliedert.

### Wappen
| Wappen von Weiler in den Bergen | Blasonierung: „In Rot über einem grünen Sechsberg eine silberne (weiße) Waage.“ |
| Wappen von Weiler in den Bergen | Wappenbegründung: Das Wappen wurde 1958 vom Innenministerium Baden-Württemberg genehmigt. Die Waage ist ein Attribut des Ortsheiligen, dem Erzengel Michael. Der Sechsberg steht redend für den Ortsnamensteil "in den Bergen" sowie die umliegenden Berge. Die Farben Rot und Silber entstammen dem Wappen von Schwäbisch Gmünd. |

## Politik
Politisch vertreten wird Weiler in den Bergen seit 2024 durch Ortsvorsteher Christian Krieg (CDU).

## Religionen

### Katholiken
Die katholische Kirchengemeinde St. Michael ist Teil der Seelsorgeeinheit Unterm Bernhardus im Dekanat Ostalb und hat zirka 900 Mitglieder.

## Vereine
In der Ortschaft herrscht ein reges Vereinsleben mit Gartenfesten, Dorfolympiade, Theateraufführungen, Weihnachtsfeiern. Überdies ist Weiler in den Bergen durch zahlreiche Veranstaltungen und seit 1993 durch den Faschingsumzug, der sich auf der Hauptstraße durch die gesamte Ortschaft zieht, als Faschingshochburg in Ostwürttemberg bekannt.
Die Vereine in chronologischer Reihenfolge nach Gründungsdatum:
- Der Katholische Kirchenchor St. Michael ist der älteste Verein im Dorf, sein Gründungsdatum ist ungewiss, dokumentiert sind Feierlichkeiten an Pfingsten 1874 zum 25-jährigen Bestehen, demnach müsste der Chor 1849 gegründet worden sein. Es gibt jedoch dokumentierte Hinweise auf ein noch längeres Bestehen, so wird der Chor erstmals 1820 in den Unterlagen einer Pfarrvisitation erwähnt.
- Der Liederkranz Weiler in den Bergen, gegründet am 17. Januar 1897, ist der älteste Verein im Dorf, dessen Gründungsdatum sicher schriftlich dokumentiert ist. Er hat sich mit aufwändig inszenierten Singspielen einen Namen gemacht.
- Der Turnverein Weiler in den Bergen e. V. gegründet am 20. Mai 1920, ist mit den Abteilungen Turnen, Fußball, Ski und Fasching der größte Verein des Dorfes.
- Die Freiwillige Feuerwehr Abteilung Weiler in den Bergen wurde am 9. Juni 1936 aus der erstmals 1845 erwähnten Pflichtfeuerwehr umgebildet, war bis zur Eingemeindung in die Stadt Schwäbisch Gmünd 1971 selbstständige Feuerwehr, danach Abteilungswehr der Stadt.
- Die Ortsgruppe Weiler in den Bergen des Deutschen Roten Kreuzes wurde im Frühjahr 1956 im Anschluss an einen Erste-Hilfe-Kurs gegründet und an die Bereitschaft Bettringen angeschlossen.
- Der Musikverein Weiler in den Bergen e. V. wurde am 11. November 1957 gegründet. Er ist der Veranstalter unter anderem der alljährlichen Dorfolympiade und des Green Festivals, einem Festival für regionale Newcomer-Bands.
- Der im März 1992 gegründete Landfrauenverein Weiler in den Bergen-Bettringen ist eine überparteilich und überkonfessionell arbeitende Vereinigung von Frauen der beiden Ortschaften Weiler in den Bergen und Bettringen mit dem Ziel, die soziale Situation von Frauen im ländlichen Bereich zu verbessern.
- Die Omsnomgugga, gegründet am 6. Dezember 2000, sind Laienmusiker, die sich der Guggamusik verschrieben haben.

## Persönlichkeiten
- Konrad Mangold (1852–1931), Prälat und Stadtpfarrer von St. Eberhard in Stuttgart von 1893 bis 1927
- Bernhard Krieg (1868–1943), Oberstudiendirektor, Rektor des Gymnasiums, Gründer des Altertumsvereins für den Bezirk Ehingen a. D.
- Gertrud Beck (1915–1994), Historikerin, Heimatforscherin und Schriftstellerin
- Lisa Elser (1929–2024), Mundartautorin von Theaterstücken, Singspielen und Büchern, Trägerin des Bundesverdienstkreuzes
- Rainer Reusch (* 1939), Initiator und langjähriger künstlerischer Leiter des Internationalen Schattentheater Festivals in Schwäbisch Gmünd, Leiter des Internationalen Schattentheater Zentrums (ISZ)
- Konrad Elser (* 1957), Pianist, Professor an der Musikhochschule Lübeck
- Richard Arnold (* 1959), Ministerialrat, seit 2009 Oberbürgermeister von Schwäbisch Gmünd, vormals Leiter der Vertretung des Landes Baden-Württemberg bei der Europäischen Union in Brüssel